# Masatomi Ikeda
Masatomi Ikeda (8. dubna 1940 Tokio – 21. června 2021) byl japonský učitel bojového umění aikido, držitel technického stupně 7.dan Aikikai.
Je také držitelem technického stupně 5. dan v sumo a 4. dan v judo. Je žákem učitele Hiroši Tada senseie. Od roku 1977 do roku 2002 vyučoval aikido ve Švýcarsku, Itálii a jiných evropských zemích. Mezi jeho žáky patřili:
- Michele Quaranta 7. dan Aikikai
- Daniel Vetter 7. dan Aikikai
- Francesco Marrella, 7. dan Aikikai
- Rino Bonanno 6. Dan Aikikai
- Hansruedi Nef, 6. dan Aikikai
- Urs Aepli, 6. dan Aikikai
- Fritz Heuscher, 6. dan Aikikai
- Daniel Keller, 5. dan Aikikai
- Eric Graf, 5. dan Aikikai
- Waldemar Giersz, 5. dan Aikikai
- Paul Michellod, 5. dan Aikikai
- Andreas Schriber, 5. dan Aikikai
- Therese Uhr, 5. dan Aikikai
- Joe McHugh, 5. Dan Aikikai
- Roman Lamos, 4. dan Aikikai
- Jacques Margairaz, 4. dan Aikikai

a mnoho dalších.